# 하이 라이프 (2018년 영화)
《하이 라이프》(영어: High Life)는 2018년 개봉한 SF 공포 영화이다. 클레르 드니가 감독과 공동 각본을 맡았으며, 드니의 첫 번째 영어 작품이다.
2018년 9월 9일 제43회 토론토 국제 영화제에서 전 세계 최초로 상영되었다.

## 줄거리
사형수들이 커 블랙홀에서 대체 에너지를 추출하는 임무에 보내진다. 성관계가 금지된 가운데 죄수들은 우주선 속에서 인공수정을 통한 우주 내 후세대 생산 연구에 실험쥐처럼 이용당한다. 금욕 중인 한 남성 죄수는 진정제를 과주입 당한 뒤 여성 과학자에게 성폭행을 당하고, 여성 과학자는 이렇게 강제 추출한 정액을 한 여성 죄수의 몸에 넣어 임신시킨다. 곧 건강한 아이가 태어나는데...

## 출연
- 로버트 패틴슨
- 쥘리에트 비노슈
- 안드레이 벤저민
- 미아 고스
- 아가타 부제크
- 라르스 아이딩거
- 클레어 트랜

## 기타 제작진
- 배역: 데스 해밀턴